# David Smith (Volleyballspieler)
David Michael Smith (* 15. Mai 1985 in Panorama City) ist ein US-amerikanischer Volleyballspieler.

## Karriere
Zu Beginn seiner Karriere spielte Smith an der Saugus High School neben Volleyball auch Fußball. Von 2004 bis 2007 war er im Team der University of California, Irvine aktiv. Mit den US-amerikanischen Junioren wurde der Mittelblocker 2004 Vizemeister der NORCECA. 2007 gewann er mit den USA die Bronzemedaille bei der Universiade. Anschließend spielte er für eine Saison im nordirischen Team der University of Ulster, ehe er 2008 zum deutschen Bundesligisten TV Rottenburg wechselte. 2009 gab er sein Debüt in der A-Nationalmannschaft, mit der er unter anderem in der Weltliga antrat. Im gleichen Jahr ging er nach Puerto Rico zu Caribes de San Sebastián. Im Januar 2010 verließ er den Verein bereits wieder und wechselte zum spanischen Erstligisten Unicaja Almería, mit dem er im März den spanischen Pokal gewann und wenig später Vizemeister wurde. 2011 wurde Almería mit dem Amerikaner jeweils Zweiter in beiden Wettbewerben. Zur neuen Saison verpflichtete Tours Volley-Ball den Mittelblocker. In seiner ersten Saison in Frankreich gewann Smith die nationale Meisterschaft. 2012 stand er im Kader der USA für die Olympischen Sommerspiele in London. 2016 wechselte er zu Czarni Radom. Bei den Olympischen Spielen 2016 gewann er die Bronzemedaille. 2017 wechselte er innerhalb Polens zu Warta Zawiercie. Ein Jahr später ging er zu Asseco Ressovia. 2018 wurde er Dritter bei der Weltmeisterschaft. Seit 2021 spielt er bei ZAKSA Kędzierzyn-Koźle. Mit dem Team gewann er drei Mal in Folge (2021, 2022 und 2023) die Champions League. Bei den Olympischen Spielen 2024 gewann er erneut die Bronzemedaille.